# Natalija Alexandrowna Filippowa
Natalija Alexandrowna Filippowa (russisch Наталия Александровна Филиппова; * 15. Februar 1930  in Moskau; † 7. Januar 2018 in St. Petersburg) war eine sowjetische bzw. russische Acarologin und Parasitologin.

## Leben
Während des Deutsch-Sowjetischen Kriegs war Filippowa in der Oblast Moskau evakuiert. Das Studium begann sie 1947 an der Lomonossow-Universität Moskau (MGU) in der Biologie-Fakultät (Abschluss 1952). Ihre Diplomarbeit über das Larvenstadium der Schildzecken fertigte sie bei Alexander Lange an. Für ihre Arbeit analysierte sie neben ihren eigenen Materialien auch Sammlungen des Tropenmedizin-Instituts, die ihr Wladimir Beklemischew zur Verfügung gestellt hatte. Ihre Ergebnisse wurden im Soologitscheski Schurnal veröffentlicht. Es folgte die Aspirantur am Lehrstuhl für Entomologie der MGU bei Jewgeni Smirnow. Ihre Dissertation über Morphologie und Systematik der Ixodes verteidigte sie 1955 mit Erfolg für die Promotion zur Kandidatin der biologischen Wissenschaften. Neben Jewgeni Smirnow waren ihre Lehrer Marija Pospelowa-Strom, Wsewolod Dubinin und Alexander Montschadski.
Auf Einladung J. N. Pawlowskis arbeitete Filippowa nun im Zoologie-Institut der Akademie der Wissenschaften der UdSSR (AN-SSSR), seit 1991 Russische Akademie der Wissenschaften (RAN). Ihre Aufgabe war die Ausarbeitung des Bandes der Fauna der UdSSR über Lederzecken. Den Band schloss sie 1966 ab und verteidigte ihn 1967 als ihre Doktor-Dissertation mit Erfolg für die Promotion zur Doktorin der biologischen Wissenschaften. Sie war Mitglied der Russischen Entomologischen Gesellschaft.
Mit ihren 50 Expeditionen in allen Teilen der UdSSR konnte sie die Zecken-Arten-Sammlung des Zoologie-Instituts verdoppeln, sodass sie die weltweit größte Sammlung wurde. Bahnbrechend war die Verwendung von Ontogenese-Befunden für die Systematisierung. Sie leitete die Ausarbeitung der Monografie über die Taigazecke im Rahmen des Man and the Biosphere Programme der UNESCO. In den frühen 1990er Jahren wies sie auf die enge Korrelation der Erreger der  Lyme-Borreliose in Eurasien mit den Taigazecken hin.

## Ehrungen, Preise
- J.-N.-Pawlowski-Goldmedaille-Preis der RAN (1993)[6]